# Сесар
Сѐсар (на испански: Cesar) е един от тридесет и двата департамента на южноамериканската държава Колумбия. Намира се в северната част на страната. Департаментът е с население от 879 914 жители (2005 г.) и обща площ от 22 925 км². Главен административен център е град Валедупар.

## Общини
Департамент Сесар е разделен на 25 общини. Някои от тях са:
1. Гамара
2. Курумани
3. Ла Глория
4. Роблес Ла Пас
5. Сан Алберто
6. Сан Диего